# Drielob

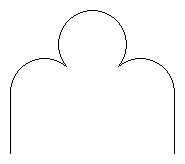
Drielob

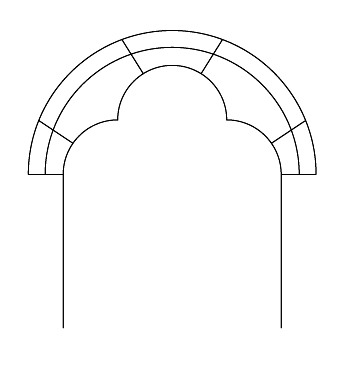
Drielob als boog (drielobboog)

Een drielob of drielobtracering is een sierlijk motief aangebracht in bogen en boogconstructies, waarbij drie cirkels gedeeltelijk in elkaar grijpen en de onderkant van dit geheel open is. Vaak vormen ze de bovenkant van een boog, maar kunnen ook onderdeel zijn van een groter geheel en vormen dan een deel van het maaswerk. Ze worden veelvuldig gebruikt in met name ramen, maar worden ook toegepast in nissen, waaronder piscina's en kaarsnissen, in sierlijke borstwering en als tootboogfries.
Terwijl bij een driepas en een vierpas zeer zorgvuldig wordt omgegaan met de cirkels van een passer, permitteren bij drielobben steenhouwers en houtsnijders zich vaak enige artistieke vrijheid. Dit kan betekenen dat een drielob niet als een drie-eenheid in een cirkel past of dat het bovenste cirkelelement een spitse vorm heeft. De aansluiting naar onder toe naar de rechte zijden vanuit de twee onderste cirkels kan ook op verschillende manieren worden uitgevoerd. In veel gevallen vormen de cirkels van een drielob eigenlijk alleen de bovenste helft van een vierpas.
De drielob komt veelvuldig voor in gotische gebouwen. De visblaas is een latere ontwikkeling van deze vorm.
De scherpe puntjes tussen de cirkeldelen worden ieder een toot genoemd die samen een tootboog vormen. Bogen die de drielob als basisvorm hebben zijn de drielobboog en de drielobbige hoefijzerboog.

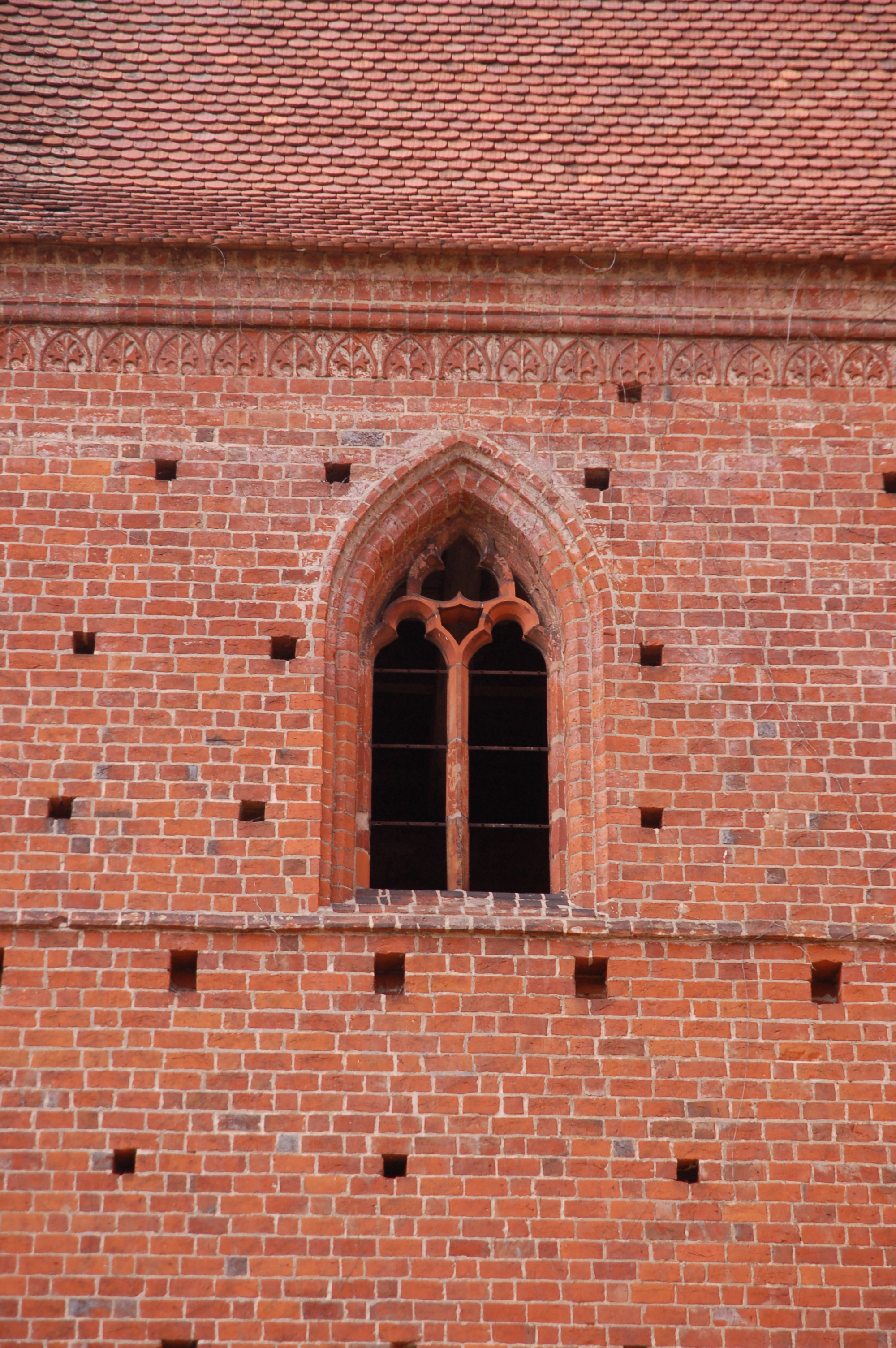
Twee keer een drielobbige boog als onderdeel
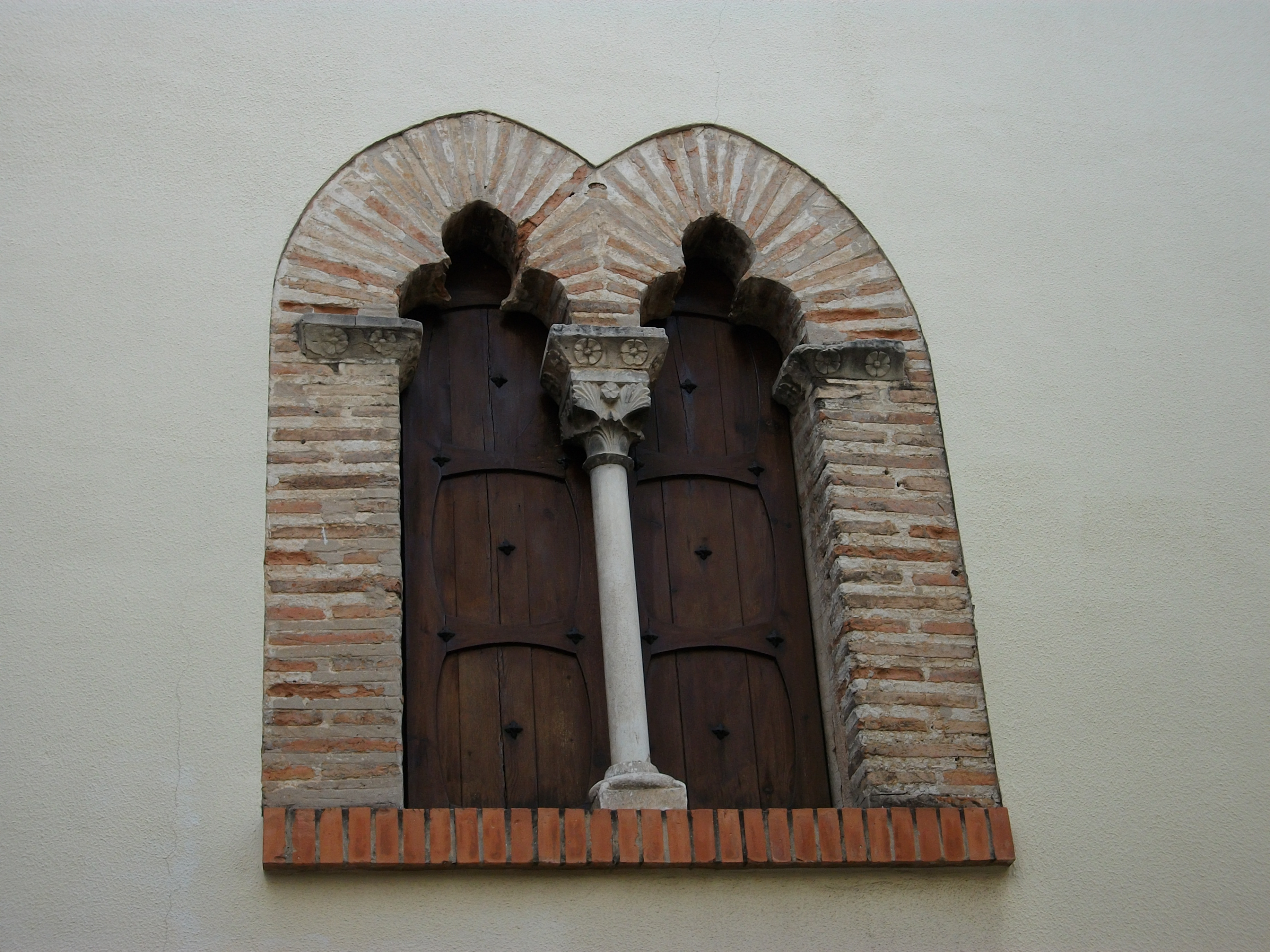
Twee keer een variant op een drielob: een met spitsboogvorm (in bifora)
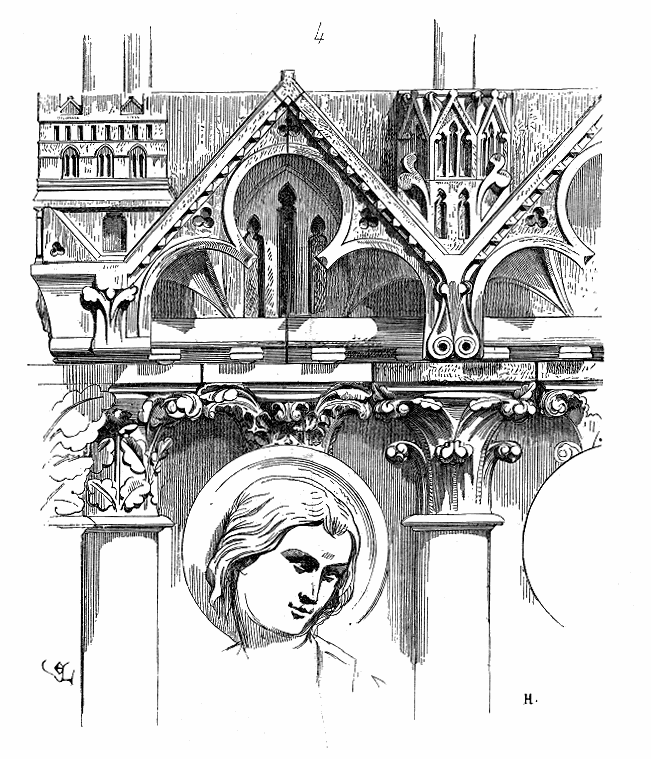
Drielob in een tekening van een element van de Notre-Dame van Parijs